# DK Геркулеса
DK Геркулеса (лат. DK Herculis), HD 155700 — тройная звезда в созвездии Геркулеса на расстоянии приблизительно 1886 световых лет (около 578 парсек) от Солнца. Видимая звёздная величина звезды — от +11m до +10,5m.
Пара первого и второго компонентов — двойная затменная переменная звезда типа Алголя (EA). Орбитальный период — около 1,9423 суток.
Открыта Паулем Гутником и Рихардом Прагером в 1934 году.

## Характеристики
Первый компонент — белая звезда спектрального класса A1. Радиус — около 1,98 солнечного, светимость — около 11,058 солнечной. Эффективная температура — около 9200 K*.
Второй компонент — жёлтый субгигант спектрального класса G2IV. Эффективная температура — около 2503 K*.
Третий компонент. Масса — не менее 1,7 солнечной*. Орбитальный период — около 115,2 года*.